# Лабрадорско море
Лабрадорско море (енгл. Labrador Sea, фр. Меr du Labrador, дан. Labradorhavet) представља ивично море Атлантског океана смештено између Лабрадора и Гренланда. На северу је преко 300 км широког Дејвисовог пролаза повезано са Бафиновим заливом. То је маргинално море Атлантика.
Настало је у палеоцену, пре неких 60 милиона година услед раздвајања Северноамеричке и Гренландске тектонске плоче. Површина басена је око 841.000 km², а максимална дубина износи 4.316 м.

## Настанак и границе
Лабрадорска депресија настала је у палеоцену, пре 60 милиона година раздвајањем северноамеричке и гренландске плоче. Процес раздвајања ове две масе престао је пре 40 милиона година. Седименти који су се током креде наталожили на дну плитког мора које је раније прекривало подручје налазе се испод континенталног одсека. Почетни период раседања пратиле су вулканске ерупције које су на подручју Дејвисовог пролаза и Бафиновог залива оставиле моћније наслаге базалтних стена.
Према међународној хидрографској организацији, границе Лабрадорског мора су следеће:
- на северу 60°сгш између Лабрадора и Гренланда, дуж јужних граница Дејвисовог пролаза
- на истоку до линије која спаја рт Светог Франсиса на Њуфаундленду (47°45′сгш 52°27′згд) до рта Фарвел на југу Гренланда (59°46′23″сгш 43°55′21″згд )
- западна граница је дуж источне обале Лабрадора и Њуфаундленда.

## Физичке карактеристике
На месту прелаза из Атлантског океана Лабрадорско море је веома дубоко (3.400 m (11.155 feet)) и широко (1.000 km (621 miles; 540 nautical miles)). Ка северу његова дубина и ширина се постепено смањује, а најплићи део је према Дејвисовом пролазу (око 700 метара дубине).
Температура воде варира између -1 °C током зиме до 5—6 °C лети. Салинитет је доста низак и износи у просеку око 31‰ до 35‰. Током зимских месеци под ледом је преко 60% морске површине. Морска доба су полудневног типа, а висина плимског таласа је око 4 метра.
Морске струје се овде крећу у смеру супротном од смера казаљке на сату, и почињу хладном источногренландском струјом на истоку која се даље наставља на западногренландску струју која тече дуж западних обала Гренланда и севернијим деловима доноси нешто топлију и сланију воду. Бафинова и Лабрадорска струја носе хладнију воду са нижим салинитетом дуж канадских обала, али и бројне ледене брегове које отежавају пловидбу и експлоатацију гаса са морског дна. Воде Лабрадорске струје просечно се крећу брзинама 0.3–0.5 м/с (на неким местима и до 1 м/с) док је Бафинова струја нешто спорија и креће се брзином око 0.2 м/с.
Бројне струје у централним деловима подморја формирају својеврсна „језера морске воде“ која се физички и хемијски разликују од водене масе изнад и испод њих. Салинитет у том „језеру“ је нешто нижи у односу на околне воде и износи 34.84–34.89‰, баш као и температуре (3.3–3,4 °C) док је концентрација кисеоника пак знатно виша. Вода је ту много гушћа (27.76–27.78 mg/цм³) што значи да тоне и не утиче на површинска кретања воде. Због високе хомогености водени вртлози у том подручју су веома ретка појава.
Ово море представља значајан део северноатлантске дубоке воде (NADW) – хладне водене масе која тече на великој дубини дуж западне ивице Северног Атлантика, ширећи се и формирајући највећу водену масу која се може идентификовати у Светском океану. NADW се састоји од три дела различитог порекла и салинитета, а горњи, Лабрадорска морска вода (LSW), формира се у Лабрадорском мору. Овај део се јавља на средњој дубини и има релативно низак салинитет (34,84–34,89 делова на хиљаду), ниску температуру (33—34 °C (91,4—93,2 °F)) и висок садржај кисеоника у поређењу са слојевима изнад и испод њега. LSW такође има релативно ниску вртложност, односно склоност формирању вртлога, од било које друге воде у северном Атлантику која одражава њену високу хомогеност. Он има потенцијалну густину од 27,76–27,78 mg/cm³ у односу на површинске слојеве, што значи да је гушћи, и тако тоне испод површине, остаје хомоген и на њега не утичу површинске флуктуације.

## Флора и фауна
У овим водама живи значајнија популација сеј-китова, оштрокљуних китова (Balaenoptera acutorostrata) и северних Hyperoodon ampullatus док је број белуга јако мали (за разлику од северних вода Бафиновог залива). Од осталих морских сисара по бројности значајнија је популација фока.
Воде Лабрадорског мора служе као хранилишта атлантских лососа. Некада веома бројна популација бакалара због прекомерног излова је знатно смањена и доведена на ниво угрожене врсте. Од осталих рибљих врста ту обитавају још Melanogrammus aeglefinus, атлантска харинга, туна, ципали (Mallotus villosus), јастози, шкампи.
Обале Лабрадора је све до 19. века настањивала ендемска лабрадорска патка која је због претераног лова изумрла. Од копнених животиња ту су лабрадорски вук (Canis lupus labradorius), карибу (Rangifer spp.), лос (Alces alces), мрки медвед (Ursus americanus), црвена лисица (Vulpes vulpes), поларна лисица (Alopex lagopus), ждеравац, амерички кунић (Lepus americanus), тетреб (Dendragapus spp.), орао рибар (Pandion haliaetus), гавран (Corvus corax), патке, гуске, јаребице и амерички дивљи фазани.
Вегетацију чине црна (Picea mariana) и бела смрека (P. glauca), патуљаста бреза (Betula spp.), топола, врба (Salix spp.), разне траве оштрице, лишајеви и маховине. Дуж обала расте и лабрадорски чај 
(Rhododendron tomentosum) од чијег семена су домордачки народи припремали лековити напитак.